# برونز كورنثي
البرونز الكورنثي هو سبيكة تاريخية قيّمة تعود تسميتها إلى موقع كورنث التاريخي، والتي كانت تسبك من نحاس مع الذهب أو الفضة، أو أنها كانت من البرونز مرتفع النقاوة.
هناك عدد من النصوص التاريخية التي تشير إلى هذه السبيكة، وانتشارها في عدد من الحضارات القديمة؛ إذ هناك اقتراحات تشير إلى أنها كانت مستخدمة في عدد من القطع الفنية في مصر القديمة، كما أن هناك شبهاً مع سبيكة شاكودو.